# Zbigniew Płatek
Zbigniew Płatek (ur. 31 lipca 1959 w Szczecinie) – polski kolarz torowy i szosowy, brązowy medalista torowych mistrzostw świata, trzykrotny mistrz Polski.

## Kariera
Był zawodnikiem Gryfa Szczecin, gdzie trenował go Waldemar Mosbauer i Włókniarza Łódź, gdzie jego trenerem był Ryszard Kupczak.

### Mistrzostwa świata
Największy sukces w karierze osiągnął w 1981 roku, kiedy wspólnie z Ryszardem Konkolewskim wywalczył brązowy medal w wyścigu tandemów podczas mistrzostw świata w Brnie. W zawodach tych Polaków wyprzedzili tylko reprezentanci Czechosłowacji (Ivan Kučírek i Pavel Martínek) oraz RFN (Dieter Giebken i Fredy Schmidtke). Na tych samych zawodach w sprincie odpadł w 1/8. Ponadto wystąpił jeszcze na mistrzostwach świata w 1982 (w sprincie odpadł w eliminacjach, w tandemach odpadł razem z R. Konkolewskim w 1/4) i 1983 (w sprincie odpadł w 1/8, w tandemach z Andrzejem Michalakiem odpadł w eliminacjach).

### Mistrzostwa Polski
Trzykrotnie zdobył mistrzostwo Polski w wyścigu tandemów (1981 i 1985 z R. Konkolewskim, 1985 z A. Michalakiem). Był też wicemistrzem Polski w tej konkurencji w 1986 (z Ryszardem Wesołowski), a w 1981 zdobył też brązowy medal MP w wyścigu na 1000 m ze startu zatrzymanego.